# 南康塞普西翁
南康塞普西翁（西班牙語：Concepción del Sur），是洪都拉斯的城鎮，位於該國西北部，由聖巴巴拉省負責管轄，始建於1900年10月27日，面積63.3平方公里，海拔高度604米，2001年人口5,342，人口密度每平方公里84.39人。
14°48′00″N 88°10′01″W / 14.800°N 88.167°W